# Wilson Martins
Wilson Nunes Martins (Santa Cruz do Piauí, 17 de maio de 1953) é um médico e político brasileiro, filiado ao Partido Social Democrático (PSD). Foi governador do Piauí entre 2010 e 2014, sucedendo a Wellington Dias. Atualmente preside a Companhia Ferroviária e de Logística do Piauí.

## Biografia
Filho de Joaquim Rodrigues Martins e Jandira Nunes Martins. Formado em medicina pela Universidade Federal do Piauí com residência em Neurocirurgia pela Universidade Federal do Rio de Janeiro, é especialista em Neurologia pela Pontifícia Universidade Católica do Rio de Janeiro e em Administração Hospitalar e Sanitária pela Universidade Gama Filho no Rio de Janeiro com curso de aperfeiçoamento feito em Berlim, Alemanha, e possui ainda Mestrado em Neurocirurgia pela Universidade de São Paulo. Professor assistente da Universidade Federal do Piauí e neurocirurgião do Hospital Getúlio Vargas em Teresina, integra os quadros da Sociedade Brasileira de Neurocirurgia e também da Academia Brasileira de Neurocirurgia. Foi presidente da Associação Piauiense de Medicina entre 1991 e 1993. Casado com Lilian Martins, têm três filhos: Raphael, Victor e Wilson Martins Filho (falecido).
É sobrinho-neto do político Eurípedes Clementino de Aguiar, governador do Piauí (1916-1920). E também tetraneto de Manoel de Sousa Martins, o visconde da Parnaíba.

### Família Coelho Rodrigues
Faz parte da tradicional família Coelho Rodrigues de Paulistana, estado do Piauí, com raízes genealógicas na Freguesia de Paço de Sousa, no Distrito do Porto, em Portugal, visto que é pentaneto de Domiciana Vieira de Carvalho e Valério Coelho Rodrigues.
Seu pentavô, Valério Coelho Rodrigues, nasceu em Portugal e morou a maior parte de sua vida na Fazenda do Paulista, atualmente município de Paulistana, Piauí. Ele firmou importantes raízes históricas e sociais na Região do Nordeste e gerou uma vasta família com descendência que se projeta na política nacional do Brasil até os dias de hoje.

## Vida política

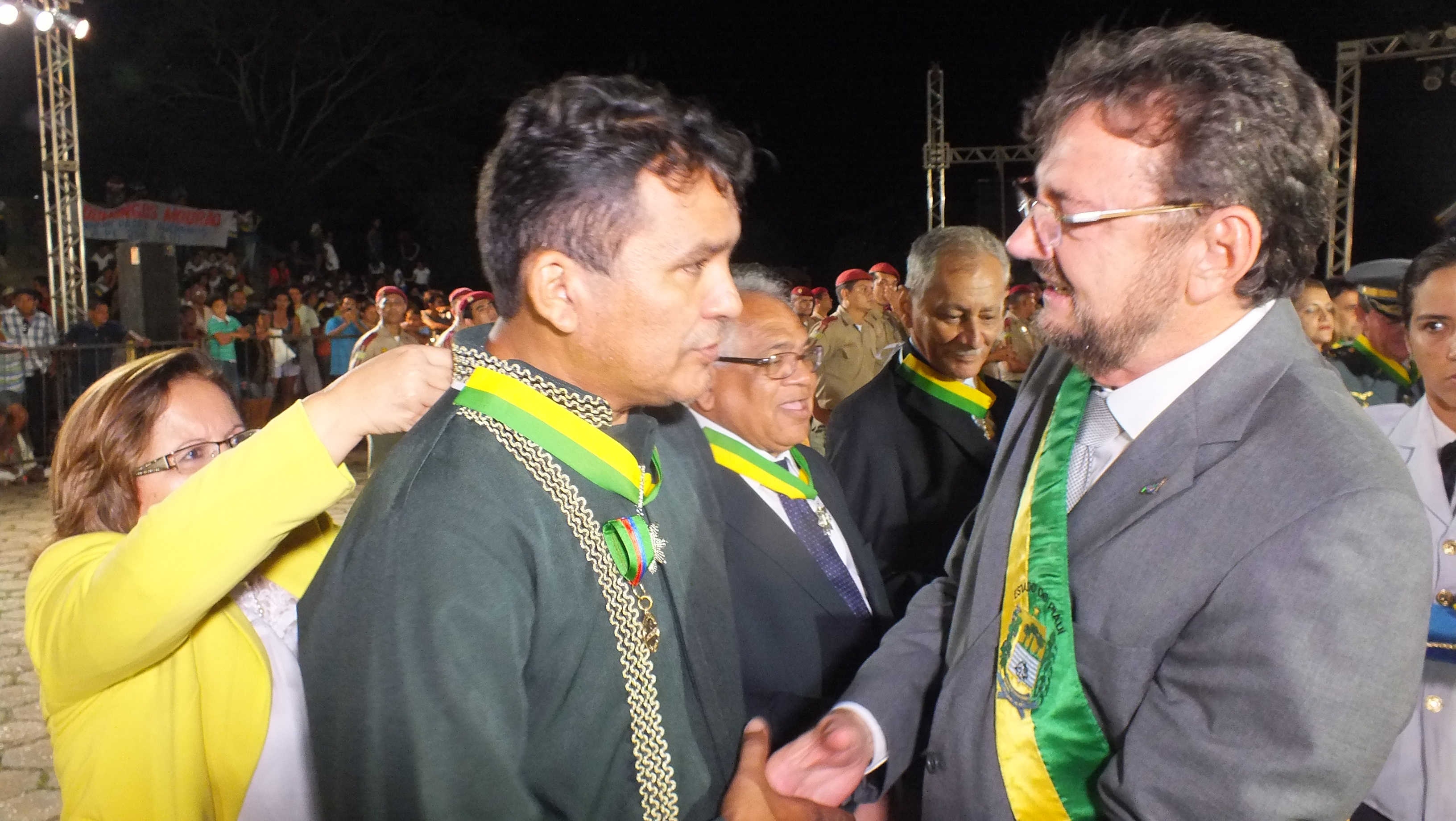
Concedendo condecoração com a Ordem do Mérito Renascença do Piauí no dia 13 de março de 2014

Entre 1993 e 1994 foi presidente da Fundação Municipal de Saúde na terceira administração de Wall Ferraz frente à Prefeitura de Teresina. Filiado ao PSDB por mais de uma década, foi eleito deputado estadual em 1994, 1998 e 2002, legenda a qual deixaria para ingressar no PSB do qual é presidente do diretório regional no estado. Nomeado Secretário de Desenvolvimento Rural pelo governador Wellington Dias deixou o cargo em 2006 para ser candidato a vice-governador do Piauí na coligação "A Vitória da Força do Povo", que reelegeu o governador ainda em primeiro turno. Em 2000 e 2004 seu irmão, Rubem Nunes Martins, foi eleito prefeito de Wall Ferraz (quando ainda era filiado ao PSDB).
Em 1º de abril de 2010, com a renúncia de Wellington Dias para poder concorrer ao Senado Federal, Wilson Martins assumiu o Governo do Piauí recebendo a faixa governamental das mãos de seu antecessor.
Em 31 de outubro de 2010, reelege-se governador do Piauí, superando o ex-prefeito de Teresina Silvio Mendes no segundo turno.
Ao final de seu mandato, teve suas contas aprovadas pelo Tribunal de Contas do Estado do Piauí - TCE.
Concorreu ao cargo de senador nas eleições de 2014 e 2018, mas não foi eleito em ambas.
Concorreu a deputado federal em 2022, obtendo 72 586 votos, ficando com a suplência.